# ミクミクサイダー
ミクミクサイダーは、松竹芸能株式会社に所属する河邑ミクと森本サイダーによるお笑いユニット。第9回歌ネタ王決定戦ファイナリスト。

## メンバー
河邑 ミク（かわむら ミク、1994年8月8日 - ）（30歳）
大阪府大阪市出身。女性。
森本 サイダー（もりもと サイダー、1989年4月1日 - ）（36歳）
京都府京都市出身。男性。

## 略歴
2018年11月、河邑と森本は共に、フジテレビ系列のテレビ番組『ザ・細かすぎて伝わらないモノマネ』に出演。河邑は「松岡茉優のワイプ芸」:2、森本は「雨の日のストーカー」:3など個人でネタを披露する他、コラボネタとして「ただ迷子の女の子を助けたかっただけの人」:5「ただ駅のホームで靴ひもが気になっただけの人」:6などを披露。そしてコラボネタ「一旦自撮りをやめる人」で、同番組内の準優勝を獲得する。なお、当時はまだ「ミクミクサイダー」というユニット名は使用していなかった。
2020年7月、ユニットコンビ「ミクミクサイダー」を結成。同年8月に同名義でライブに出演。この頃より「ミクミクサイダー」名義での出演等が増える。
同年、ユニットコンビとしてM-1グランプリ2020に出場。2021年以降も同ユニットでM-1グランプリに出場している。
2021年、規定変更によりユニットコンビでの出場が可能になったことを受け、キングオブコントに出場。翌2022年も出場し、準々決勝に進出。
同年、第9回歌ネタ王決定戦に出場し、決勝に進出。決勝5位の成績を収める。
2022年7月、単独ライブ「ラプラプラプソディ」を開催。

## 賞レース等での成績
M-1グランプリ
- 2020年 M-1グランプリ2020 - 1回戦敗退
- 2021年 M-1グランプリ2021 - 2回戦進出
- 2022年 M-1グランプリ2022 - 1回戦敗退
- 2024年 M-1グランプリ2024 - 3回戦進出

キングオブコント
- 2021年 キングオブコント2021 - 1回戦敗退
- 2022年 キングオブコント2022 - 準々決勝進出
- 2023年 キングオブコント2023 - 2回戦進出
- 2024年 キングオブコント2024 - 2回戦進出

その他
- 2018年 ザ・細かすぎて伝わらないモノマネ2018 - 準優勝
- 2021年 第9回歌ネタ王決定戦 - 決勝進出
- 2024年 ザ・細かすぎて伝わらないモノマネ2024冬 - 3位
- 2025年 ダブルインパクト - 準々決勝進出

## ライブ
- 森本サイダー×河邑ミク ツーマンライブ「ラプラプラプソディ」
  - 2022年7月2日 - しもきたドーン（東京）[4]
  - 2022年8月14日 - 心斎橋角座（大阪）[18]
- ミクミクサイダーの小一時間（2024年7月6日、しもきたドーン）[19]